# Autóker
Az Autóker Zrt. jelenleg Magyarország egyik fontos ingatlanfejlesztő cége. Eredetileg 1949-től állami vállalatként működött az autóalkatrész-kereskedelem területén.

## Az alkatrészkereskedelmi vállalat
1949 őszén alapították az Autó- és Autóalkatrészkereskedelmi Nemzeti Vállalatot (AUTÓKER NV) a MOGÜRT  belkereskedelmi részlegéből. A vállalat  a hazai illetve import járművek, továbbá az autólkatrészek kereskedelmének bázisintézménye lett. Az első évben 867 használt és 791 importált gépjárművet értékesített. 1952-ben a MOGÜRT átvette az AUTÓKER-től az alkatrészexportot.
Az 1968-as gazdasági reform során megszűnt a vállalat monopolhelyzete. Az alkatrészhiány csökkentésére megalapították az Alkatrész Koordinációs Irodát, amelynek keretében együttmködött az AFIT, a VOLÁN Tröszt és az AURAS.
1987-ben a MOGÜRT és az AUTÓKER közös vállalatot alapított MOGÜRT-AUTÓKER Külkereskedelmi Iroda néven 

## Az Autóker Kft.
Az AUTÓKER Autókereskedelmi Korlátolt Felelősségű Társaságot (rövidített nevén	AUTÓKER Kft.) 1989. nov. 10-én alapították 285 400 000 HUF alaptőkével. (Címe: 1194 Budapest, Hofherr Albert u. 38-40.) A cég azóta megszűnt.

## Az ingatlanfejlesztő vállalat
Az Autóker Holding Zrt. egy magyarországi ingatlanpiaci szereplő a 2020-as években. Ingatlanfejlesztéssel és ingatlankezeléssel foglalkozik.
Leányvállalata a 2005. május 17-én alapított Autóker Group Management Kft. (Budapest, 1138 Kelén utca 2.), amely az általa fejlesztett Marina parton található.  Ügyvezetője  Levi Roey. Tevékenységi köre: saját tuajdonú ingatlan adásvétele.

### Főbb projektjei
- Gozsdu-udvar
- Marina I. és II.